# Trường Trung học phổ thông Tĩnh Gia II
Trường Trung học phổ thông Tĩnh Gia II (còn được gọi là Trường Tĩnh Gia II viết tắt: Trường THPT Tĩnh Gia II) là một trường trung học phổ thông công lập ở phường Ngọc Sơn, tỉnh Thanh Hóa, trực thuộc Sở Giáo dục và Đào tạo tỉnh Thanh Hóa.

## Lịch sử
Trường THPT Tĩnh Gia II, tiền thân là Trường Phổ thông cấp III Tĩnh Gia 2, được thành lập năm 1967 theo Quyết định số 464 TCHC/QĐ ngày 9 tháng 3 năm 1967 của chủ tịch Ủy ban hành chính tỉnh Thanh Hoá. Với quy mô ban đầu chỉ 6 lớp học với nhiệm vụ đào tạo học sinh cấp Trung học phổ thông cho các xã trên địa bàn phía Bắc huyện Tĩnh Gia.

## Thành tích
Năm 1997, trường được Nhà nước tặng thưởng Huân chương Lao động hạng Ba.
Năm 2007, trường được Nhà nước tặng thưởng Huân chương Lao động hạng Nhì.
Từ năm 2007 đến 2017, trường được Thủ tướng Chính phủ, Bộ trưởng Bộ GD&ĐT tặng bằng khen; liên tục là đơn vị Lao động tiên tiến xuất sắc trong khối các trường THPT trên toàn tỉnh. Đoàn TNCS Hồ Chí Minh nhà trường, công đoàn nhiều năm liên tục đạt danh hiệu vững mạnh xuất sắc.
Trường THPT Tĩnh Gia II dẫn đầu khối các trường THPT của thị xã Nghi Sơn về công tác giảng dạy và bồi dưỡng học sinh giỏi.